# Focke-Wulf Fw 190
O Focke-Wulf Fw 190 foi um caça alemão multifuncional, de asa baixa, de construção semimonocoque em metal, revestido em duralumínio e com superfícies de controle cobertas por tecido. Tornar-se-ia, ao lado do Messerschmitt Bf 109, um dos principais caças da força aérea alemã durante a Segunda Guerra Mundial, operando em todos os teatros nos quais a Luftwaffe esteve presente. Desempenhou o papel de caça de superioridade aérea, escolta e interceptação, bem como caça-bombardeiro no apoio próximo às unidades em terra.

## Origens
A Focke-Wulf Flugzeugbau AG foi fundada no dia 1 de janeiro de 1924 por Henrich Focke, George Wulf e o Dr. Werner Naumann. A empresa operava em um hangar do Aeroporto de Bremen, onde eram desenvolvidos aviões leves e transportes. O grande acontecimento na história inicial da empresa, ocorreu no dia 1 de novembro de 1931, data em que o Diploma Ingenieur (Engenheiro Certificado) Kurt Waldemar Tank, assumiu a Diretoria do Departamento de Design. Sua experiência no projeto de aviões era ampla, tendo trabalhado para Rohrbach e a Bayerische Flugzeug AG em Augsburg, sob o comando do Prof. Willy Messerschmitt.
O projeto que deu origem ao caça multifuncional Fw 190, surgiu no outono de 1937, através do interesse do RLM ou Reichluftfahrt-Ministerium (Ministério da Aviação do Reich), por um possível backup ou futuro substituto para o Messerschmitt Bf 109. Uma das características chave do projeto, um motor radial refrigerado a ar, foi também uma afronta aos assistentes técnicos do RLM, que até então pregavam que o caça ideal, deveria ser dotado de motor em linha refrigerado a líquido, por suas características aerodinâmicas e de potência quando o projeto foi apresentado usando o motor radial BMW 139 de 14 cilindros, refrigerado a ar, e que o Ministério da Aviação teve sua atenção despertada. Esta ousadia na verdade era uma decisão estratégica perfeitamente lógica. No final da década de 1930, o caça padrão da Luftwaffe era o mítico Messerschmitt Bf 109, projetado por Willy Messerschmitt. O Bf 109 utilizava um motor Daimler Benz em linha. A decisão por utilizar um motor radial, tinha fundamento em não demandar ainda mais a já sobrecarregada produção de motores em linha, o que tornava o Fw 190 uma alternativa muito atraente. Outro ponto ao qual Kurt Tank era particularmente muito favorável a utilização do motor radial, é que este era muito menos susceptível a danos em combate do que o motor em linha.

## Protótipos
Os primeiros desenhos técnicos ficaram prontos em Julho de 1938. A equipe de design era composta por pouco mais de uma dezena de pessoas, lideradas pelo Oberingenieur Ludwig Mittelhüber enquanto que o Departamento de Construção ficou a cargo do Oberingenieur Rudi Blaser. Nesta pequena equipe, destacavam-se os pilotos de testes Hans Sander e Kurt Melhorn. O papel de ambos foi fundamental para o desenvolvimento do projeto, onde seu conhecimento técnico trouxe diversas melhorias ergonômicas ao cockpit, bem como ao arranjo dos instrumentos no painel.
Dois motores foram considerados, o primeiro o motor refrigerado a líquido Daimler Benz DB 601 de doze cilindros em V, o outro, que se tornaria a opção definitiva, era produzido pela Bayerische Moteren Werke (BMW), e era um motor radial de 1.550 hp com dezoito cilindros em duas fileiras, chamado BMW 139. O BMW 139 foi projetado para ser refrigerado por um ventilador de dez pás instalado entre o motor e a hélice de metal VDM de três pás. A manutenção do aparelho era facilitada por um excelente sistema de painéis com dobradiças que facilmente davam acesso à áreas críticas, e que podiam ser totalmente retirados se necessário. As amplas superfícies de controle foram projetadas de forma a reduzir a força necessária para operar os ailerons e o profundor, uma vez que ao leme era possível aplicar força significativamente maior utilizando-se os pés. Outra significativa inovação foi a substituição dos cabos que ligam o manche às superfícies de controle por varetas de metal. O alto trem de pouso era recolhido em compartimentos nas asas em direção à fuselagem, oferecendo grande espaçamento entre as rodas, o que constituía um considerável aprimoramento para o taxiamento em relação ao Messerschmitt Bf 109, além disso, foi projetado de forma a suportar uma carga maior do que seria utilizada inicialmente, uma vez que os projetistas acreditavam que conforme a guerra se desenrolasse, o caça teria que provar-se apto a levar diferentes cargas de armamento. Outra grande vantagem do projeto, era a utilização de um canopy bolha de visão total.
O projeto foi aceito pelo RLM, que ordenou a construção dos primeiros protótipos, e o avião foi batizado oficialmente de Fw 190.
O primeiro protótipo recebeu o código Fw 190 V-1, registro civil D-OPZE e Werke Number (número de série) 0001. A letra V referia-se a versuch (protótipo). Este aparelho realizou o primeiro voo em Bremen no dia 1 de junho de 1939, com o Flugkapitän Hans Sander nos controles. Apesar das boas características de voo, a temperatura no cockpit (situado logo atrás do motor), subiu para 55 °C e o monóxido de carbono expelido pelo motor tomou o cockpit, fazendo com que o piloto tivesse que usar sua máscara de oxigênio pelo restante do voo, uma vez que o canopy bolha não podia ser aberto em voo, em função da turbulência que causaria ao fluxo de ar na cauda do avião.
Os testes continuaram por todo o outono de 1939, quando o modelo foi transferido para o Erprobungstelle (Centro de Testes E-Stelle) em Rechlin e registrado pela codificação da Luftwaffe FO+LY. Nos testes iniciais, o modelo V-1 foi capaz de atingir a velocidade máxima de 594 km/h.
Especificações Técnicas
- Modelo: V-1
- Comprimento: 8,80 m
- Envergadura: 9,56 m
- Altura: 3,95 m
- Motor: BMW 139 1 500 PS
- Armamento: Nenhum
- Rádio: Nenhum
- Peso vazio: 2 300 kg
- Peso em voo: 2 820 kg

Um segundo protótipo, o Fw 190 V-2, Wr.N. 0002, FO+LZ, fez seu voo inaugural no dia 1 de dezembro de 1939. O V-2 simbolizou a primeira versão do Fw 190 a carregar armamento, incorporando duas metralhadoras Rheinmetall MG 17 de 7.92mm e 750 projéteis cada, montadas na fuselagem, e duas metralhadoras MG 131 de 13mm e 470 projéteis cada, montadas nas asas. A mira utilizada foi a Revi C12a e o rádio, o modelo FuG 7a (FuG era um acrônimo para Funk Geräte ou simplesmente Dispositivo de Rádio). Os testes de armamento ocorreram em fevereiro de 1940, quando o aparelho foi transportado para Erprobungsstelle Tarnewitz, onde retornou com a designação RM+CB em setembro do mesmo ano para sucessivos testes de adequação que levaram até 1941. Este modelo foi destruído em um acidente durante taxiamento no dia 4 de maio de 1940, após acumular cerca de 50 horas de voo.
Neste meio tempo, o trabalho nos protótipos V-3 e V-4 foi interrompido em função do bom desempenho obtido nos testes de bancada com o motor BMW 801 C-0. O modelo V-3 não foi totalmente construído, sendo destinado para reserva de peças, e o V-4 utilizado para testes de stress de estrutura. O modelo seguinte, V-5, marcou a substituição do BMW 139 pelo pesado, porém mais poderoso, motor radial BMW 801 C-0 de 14 cilindros, ocasião em que a posição do cockpit na fuselagem foi movida para trás, mantendo o centro de gravidade do avião e conseqüentemente solucionando o problema de sobreaquecimento no cockpit. Esta alteração também liberou mais espaço para o armamento. O BMW 801 pesava cerca de 160 kg a mais do que o BMW 139, porém entregava 110 hp a mais do que o modelo anterior.
O Fw 190 V-5 possuía duas variantes, ambas modificações do mesmo aparelho com W.Nr. 0005. A primeira com asas de 14,9 m² de área, chamada de Fw 190 V-5k Kleiner (pequeno), e outra o Fw 190 V-5g Grösser (grande), equipado com asas maiores de 18,30 m² de área. O modelo V5g mostrou-se cerca de 10 km/h mais lento do que o V-5k, porém oferecia mais manobrabilidade e oferecia melhor taxa de subida.
Especificações Técnicas
- Modelo: V-5k
- Comprimento: 8,80 m
- Envergadura: 9,56 m
- Altura: 3,95 m
- Motor: BMW 801 C-0 1560 PS
- Armamento: 4xMG 17
- Rádio: VIIa
- Peso vazio: 2 415 kg
- Peso em voo: 3 125 kg

A linha V ainda contou com os modelos V-6 até V-13, que foram incorporados as linhas de produção das séries A-0 e A-1, onde foram utilizados em testes de armamento e motor.

### Imagens

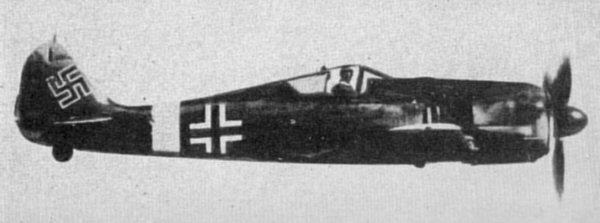
Fw 190 A
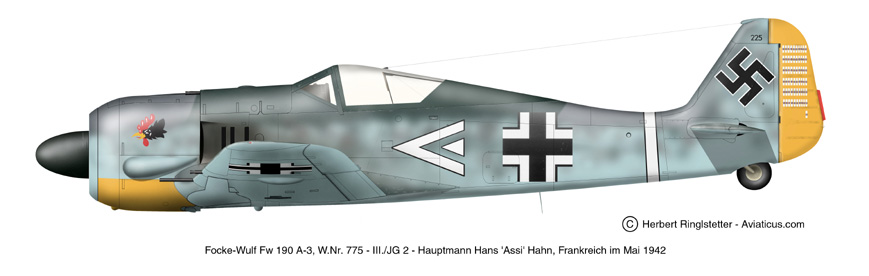
Fw 190 A-3 do piloto Hans "Assi" Hahn.
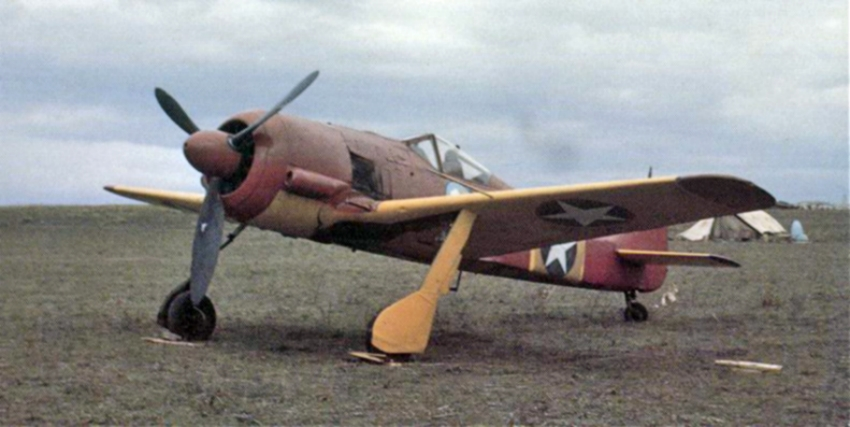
Fw 190 A-4 capturado numa base americana na Europa.
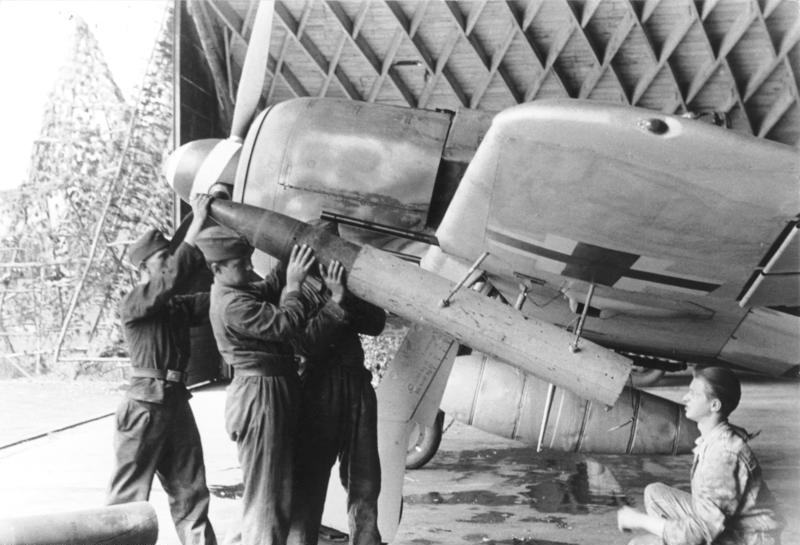
Armado com foguete  WGr 21.
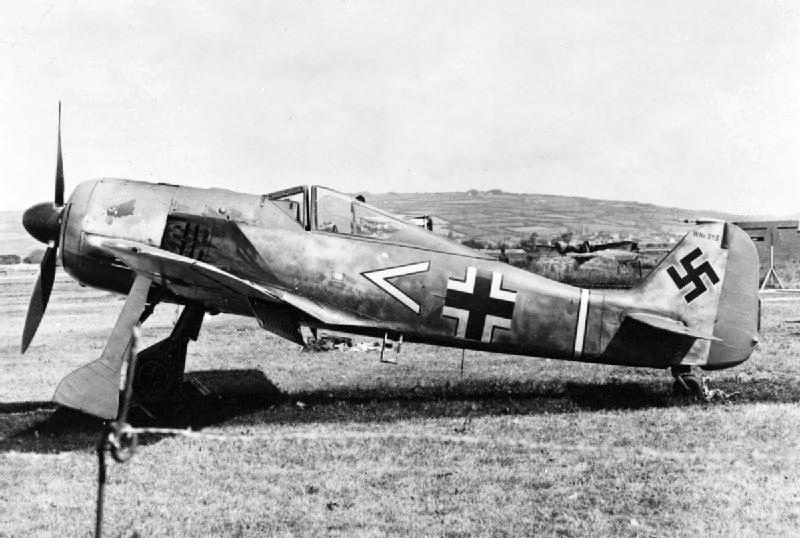
Fw 190A-3.
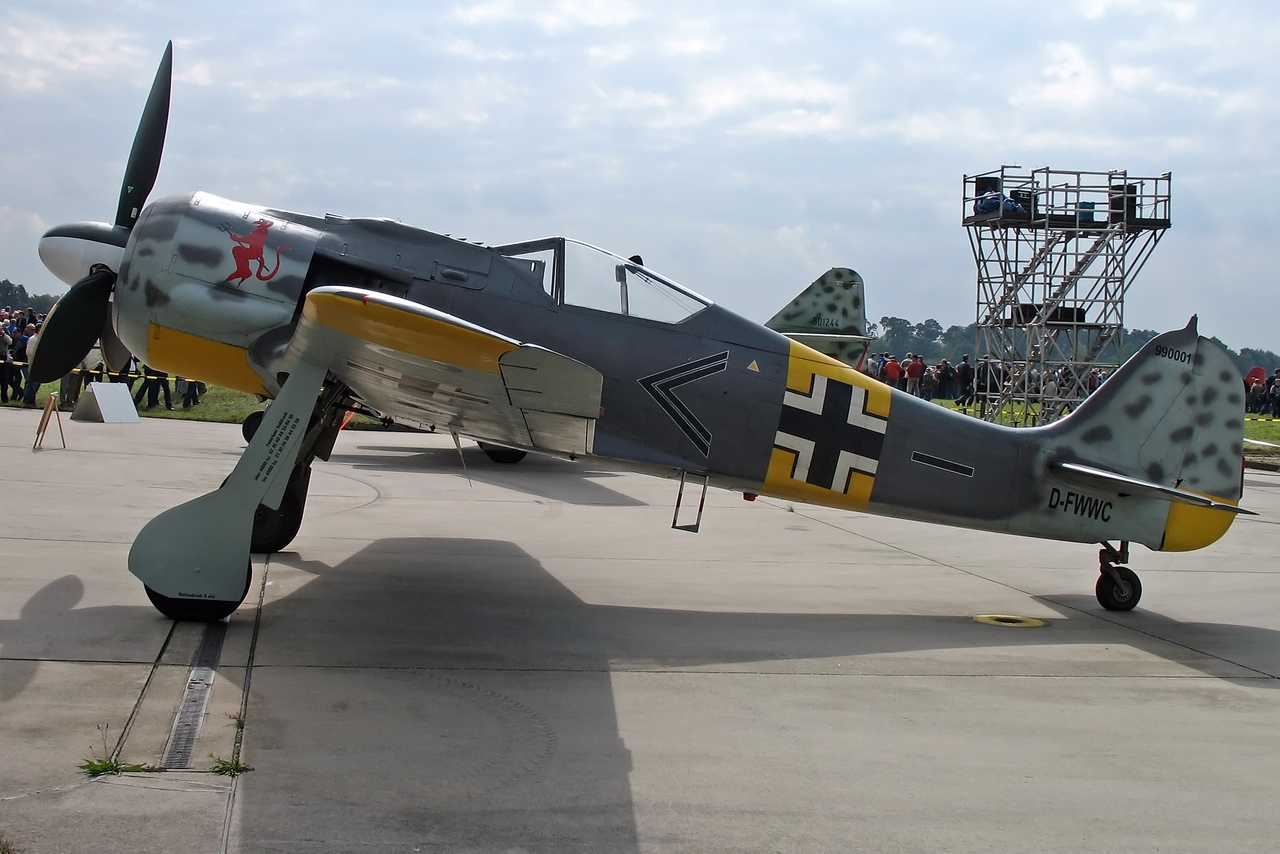
Réplica do Fw 190 A8/N pilotado por Erich Rudorffer.
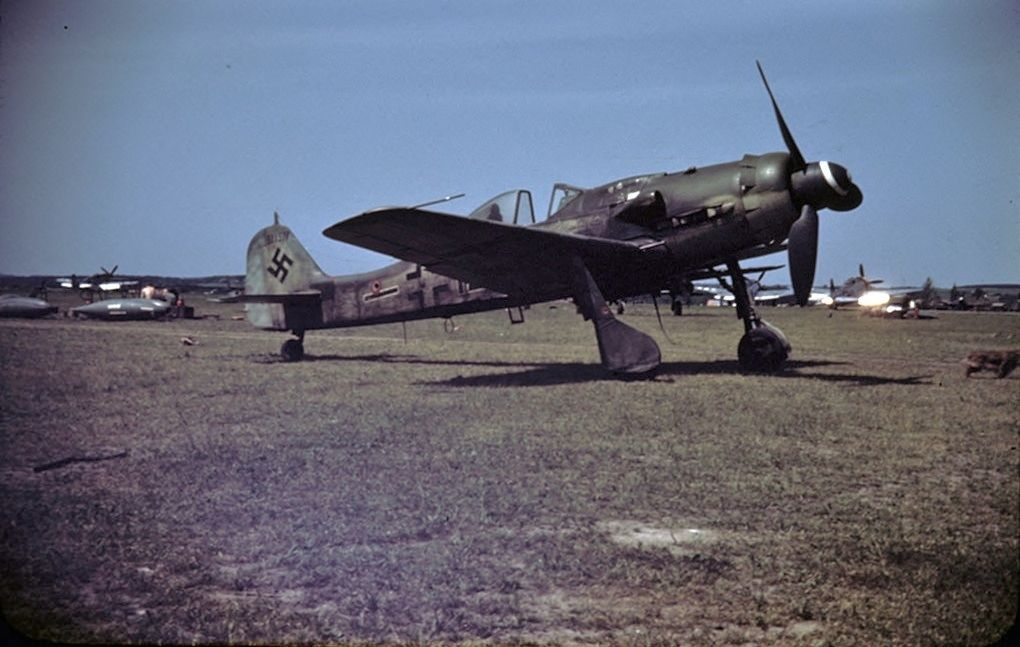
Fw 190 D-9
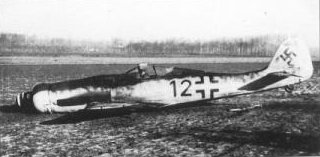
Primeiro D-9 capturado relativamente intacto. Pilotado por Theo Nibel.
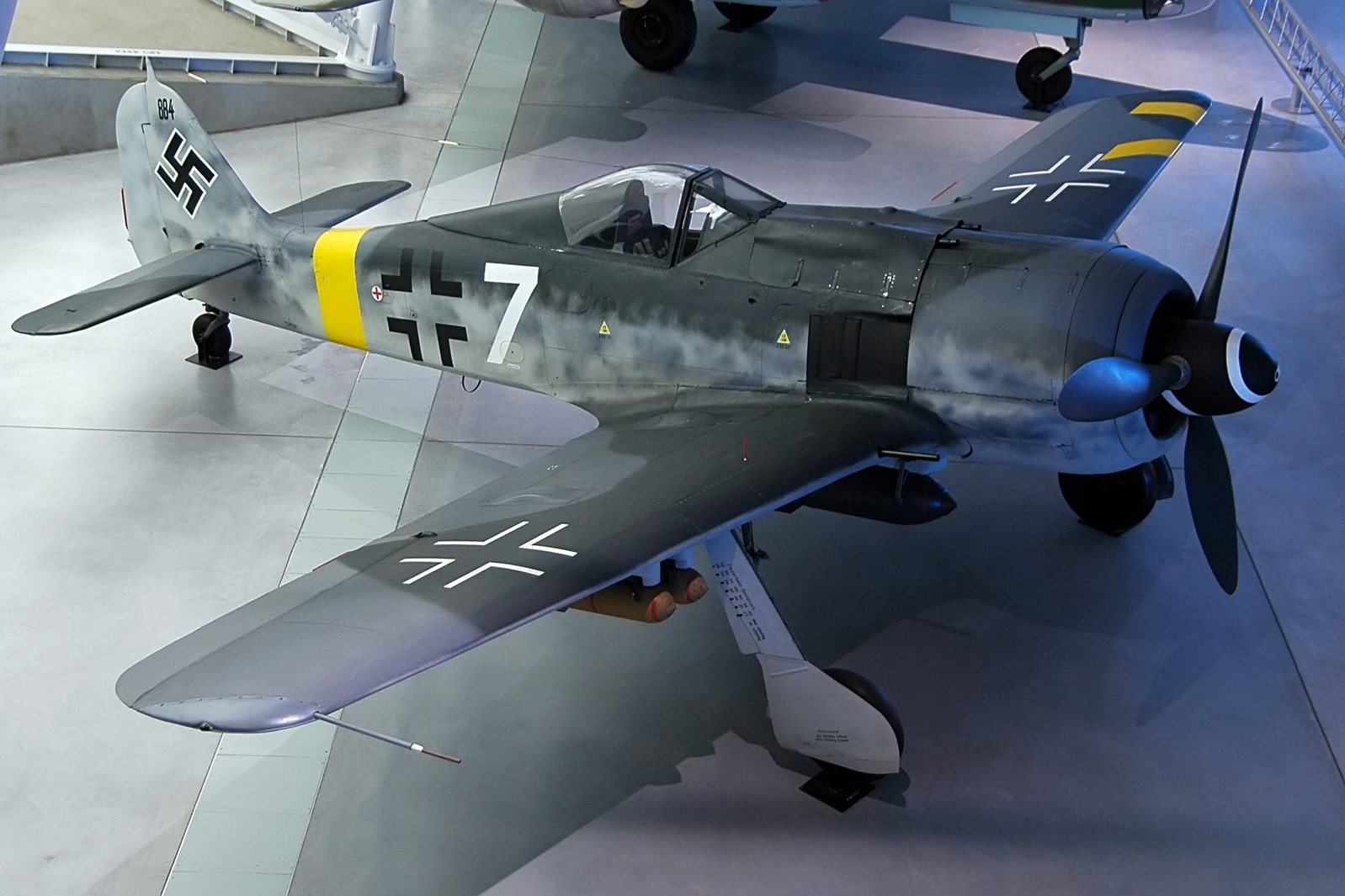
Fw 190 F-8 restaurado no National Air and Space Museum (EUA).
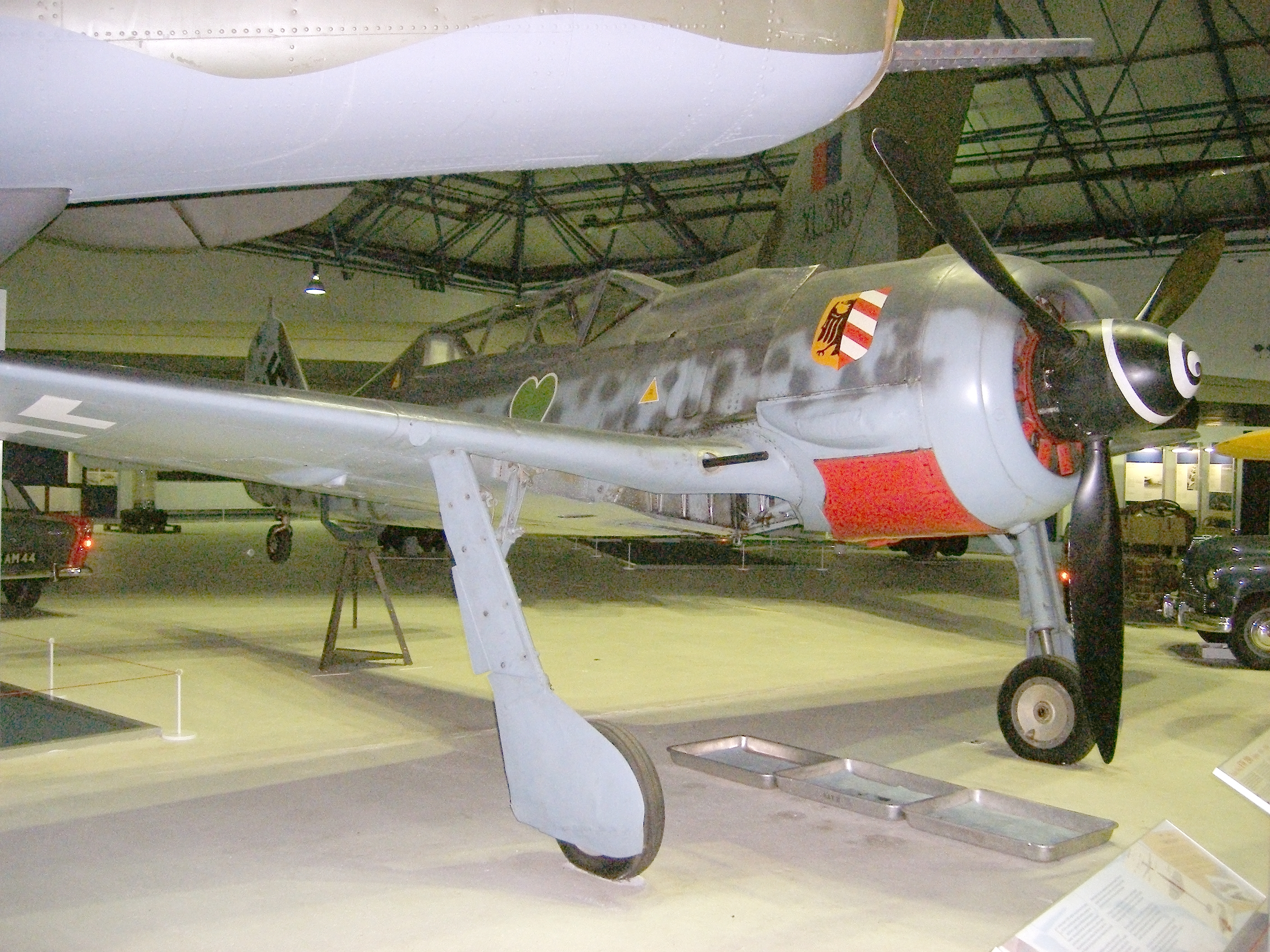
Fw 190 S-8 restaurado em exposição no Hendon Aerodrome ao norte de Londres.
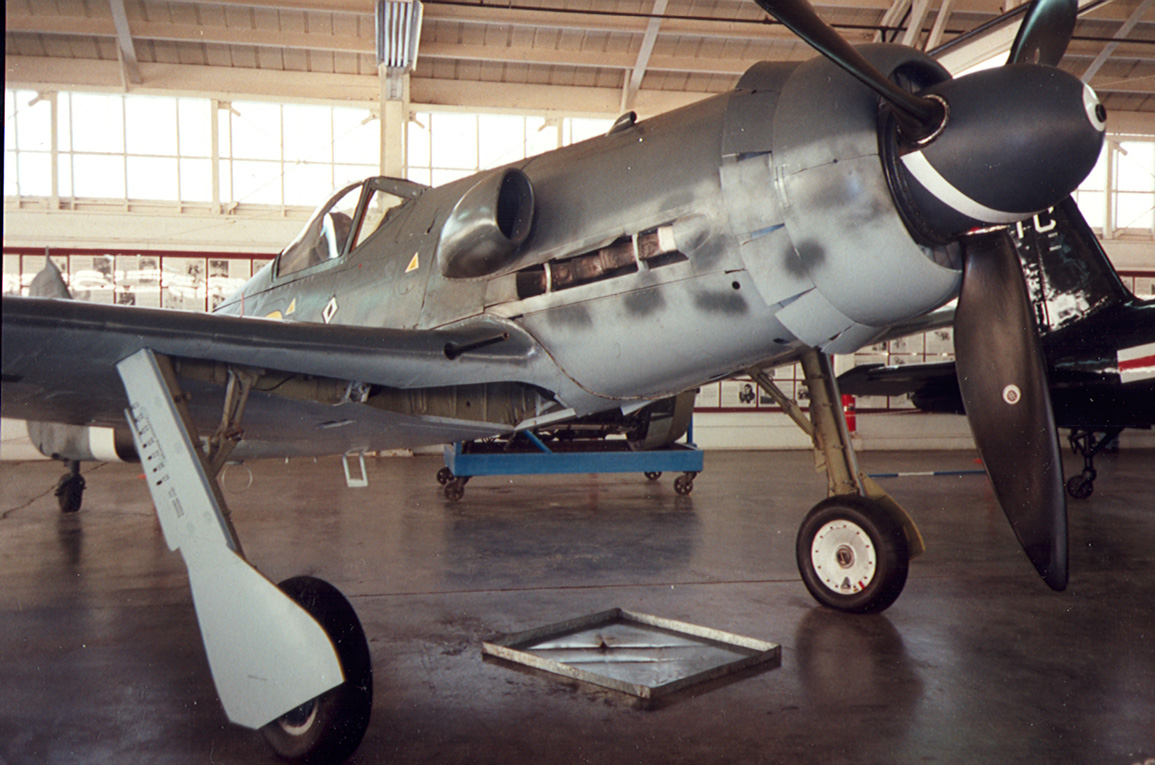
Fw 190 D-13/R11 no Champlin Fighter Museum, Phoenix, Arizona (EUA).
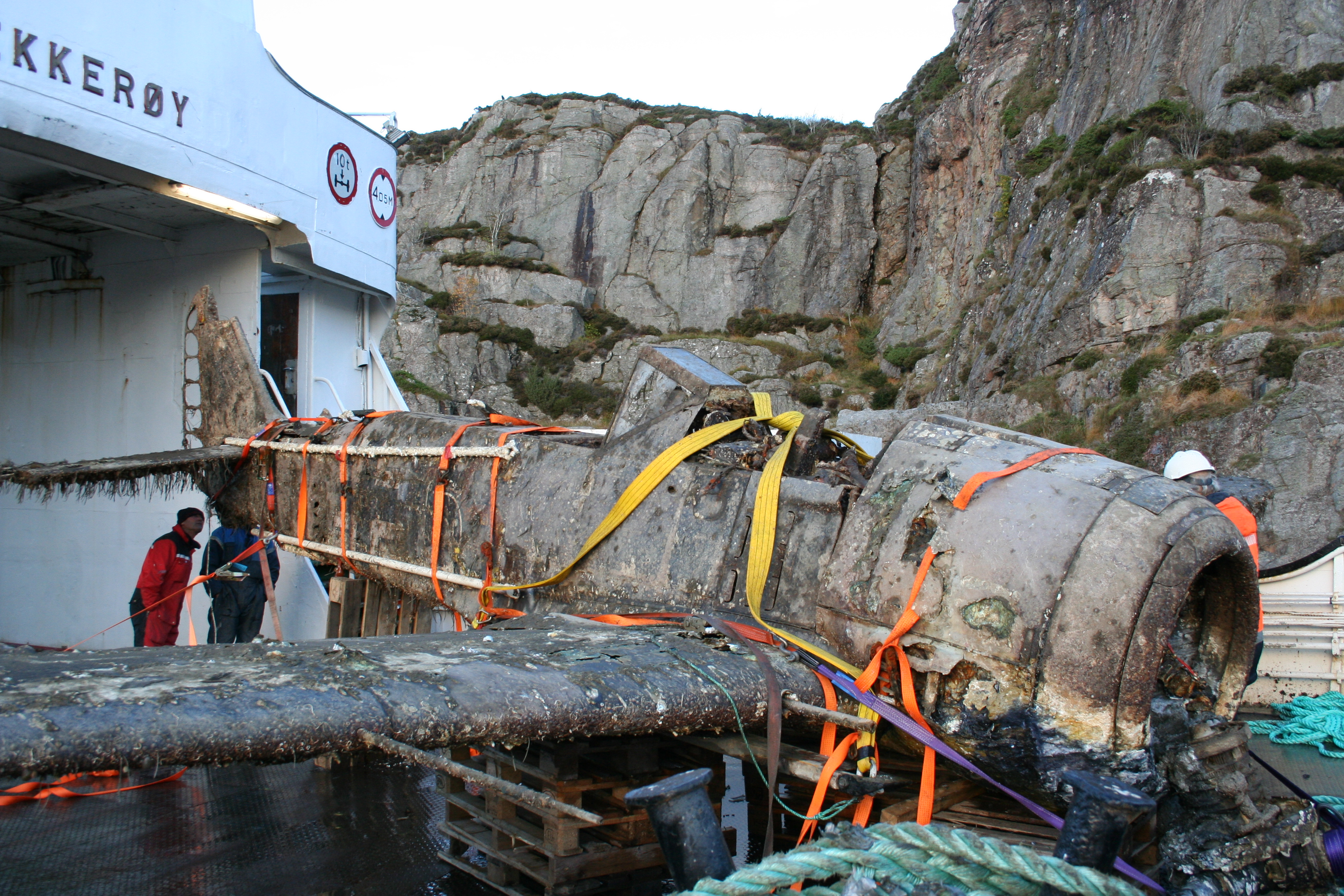
Fw 190 A recuperado do fundo do mar na ilha de Sotra (Noruega) em 1 de Novembro de 2006.

## Série A

### Fw 190 A-0
O bom desempenho do motor BMW 801 C-0, garantiu uma pré-produção autorizada pelo RLM de 28 aparelhos, sete desses (W.Nr 0008/14), foram construídos com a asa pequena do protótipo V-5k, e os demais seguiram o novo padrão introduzido pela variante V-5g. Os protótipos V-5 e V-6 de asa pequena (W.Nr. 0005/6), também foram incorporados ao lote de produção do modelo A-0.
O armamento inicial era composto por quatro metralhadoras Rheinmetall MG 17 de 7.92mm montadas na fuselagem e na parte interna das asas, com 900 projéteis cada, enquanto que nas partes externas, havia dois canhões Oerlikon MG FF de 20 mm. Diversas variações de armamentos, chamadas de Umrüst-Bausätze (kits de conversão de fábrica), e variações com o motor BMW 801 D foram testados atribuindo-se os códigos U1 a U11. Este lote inicial foi utilizado para testes de voo, de motor e armamento.
Em março de 1941, o Oberleutnant Karl Borris, oficial técnico do II./JG 26 Schlageter, reportou-se com cerca de 30 pilotos e mecânicos ao centro de testes E-Stelle, a finalidade era testar seis Fw 190 A-0 de pré-produção para uso operacional. Formou-se o Erprobungsstaffel 190 (Esquadrão de Teste Operacional 190). O comando ficou a cargo do Oberleutnant Otto Behrens.
Os pilotos do Erprobungsstaffel 190 encontraram diversas dificuldades com o Fw 190 A-0, entre elas, o rompimento das linhas de óleo, quebra freqüente do radiador de óleo na frente do motor, travamento do cilindro traseiro na parte de baixo do motor pelo superaquecimento, vazamento de combustível e problemas com o Kommandogerät --- uma inventiva obra de engenharia que através da alavanca de potência ajustava automaticamente o passo da hélice, mistura de combustível e marchas do supercharger. Apesar destes problemas, todos que haviam pilotado o Fw 190 ficaram encantados com suas excelentes características de voo. Karl Borris e Otto Behrens tornariam-se os principais responsáveis por evitar o cancelamento do projeto, quando confrontados pelo Techniches Amt (Departamento Técnico) do RLM em função dos problemas com o motor BMW 801. Ambos acreditavam que o avião oferecia um excelente airframe (estrutura) e que os problemas do motor poderiam ser superados.
Outro problema observado durante os testes de voo, foi que em velocidades acima de 400 km/h, as forças aerodinâmicas tornavam o canopy praticamente impossível de ser aberto pela força manual, isto era particularmente preocupante no momento de uma emergência em alta velocidade, onde o piloto poderia ficar preso ao cockpit sem poder abri-lo. A solução veio através da colocação de uma pequena carga explosiva, que ao ser acionada por uma alavanca no lado direito do cockpit, ejetava o canopy. Testes com um possível assento ejetor foram realizados em Langenhagen, porém os resultados não se mostraram satisfatórios, resultando no abandono da ideia.
Especificações técnicas
- Modelo: A-0
- Comprimento: 8,80 m
- Envergadura: 10,50 m
- Altura: 3,95 m
- Motor: BMW 801 C-0 ou C-1 1 560 PS
- Armamento: 4xMG 17, 2xMG FF/M
- Peso vazio: 2 500 kg
- Peso em voo: 3 489 kg

### Fw 190 A-1
Os bons resultados nos testes do protótipo V-7 garantiram um contrato de produção de 102 Fw 190 A-1, encomenda que incluía os protótipos V-8 a V-11. O Fw 190 A-1 contava com uma versão aprimorada do motor BMW 801, quatro metralhadoras MG 17, dois canhões MG FF/M, o rádio FuG 7a e em alguns modelos, o rádio FuG 25a IFF. Diante da grande encomenda, foi necessária um revisão logística, além das fábricas da Focke-Wulf em Marienburg e Bremen, outras fábricas sub-contratadas fizeram parte do processo de produção. Entre elas estavam a AGO em Oschersleben, a Arado em Warnemünde, e posteriormente a Fieseler em Kassel.
Em agosto de 1941, o Erprobungsstaffel 190 transfere os primeiros Fw 190 A-1 para a base aérea de Le Bourget na França, onde se iniciaria a conversão do II./JG 26. Ao final de setembro, todo o segundo grupo teria trocado seus confiáveis --- porém obsoletos --- Messerschmitt Bf 109E-7, pelo Wüger (Pássaro Açougueiro), apelido atribuído ao Fw 190. O modelo A-1 foi inicialmente criticado pelos pilotos devido ao seu fraco armamento, mas apesar disso se mostraria superior ao Spitfire Mk V, então em uso sobre o Canal da Mancha pela RAF. Em 29 de agosto de 1941, ocorre a primeira perda por fogo amigo (artilharia antiaérea), vitimando o Leutnant Heinz Schenk do 6.Staffel. Em 18 de setembro de 1941 o JG 26 perde seu primeiro piloto de Fw 190 em combate, foi o Gruppenkommandeur Walter Adolph. No mesmo mês os pilotos do 6.Staffel envolveram-se no primeiro combate entre uma grande força de Spitfires e apenas quatro Fw 190. O confronto terminou com três Spitfires abatidos e nenhuma perda do lado alemão.
Quando o Focke-Wulf Fw 190 apareceu em ação pela primeira vez sobre a costa da França no outono de 1941, ele era certamente o caça mais avançado no mundo. Pela primeira vez os pilotos de caça alemães teriam supremacia sobre o Spitfire Mk V, pois o Fw 190 era superior em todas as características, exceto evidentemente à grande manobrabilidade horizontal do Spitfire, além disso, por sua maior velocidade, os pilotos do Fw 190 podiam desengajar do combate sempre que achassem necessário, uma vantagem que se estenderia até a introdução do Spitfire IX no outono de 1942.
Em novembro de 1941 o Geschwader-Stab (esquadrilha líder) do esquadrão JG 26, liderado pelo lendário Oberstleutnant Adolf Galland, recebeu seus primeiros Fw 190 A-1.
Especificações técnicas
- Modelo: A-1
- Comprimento: 8,80 m
- Envergadura: 10,50 m
- Altura: 3,95 m
- Motor: BMW 801 C-1 1 560 PS
- Armamento: 4xMG 17, 2xMG FF/M
- Peso vazio: 2 522 kg
- Peso em voo: 3 775 kg

### Fw 190 A-2
O Fw 190 A-2 utilizou a versão C-2 do motor BMW 801, com esta variante os problemas de sobreaquecimento foram finalmente solucionados. As metralhadoras MG 17 localizadas na parte interna das asas, deram lugar ao novo canhão Mauser MG 151/20E de 20mm, enquanto que o canhão MG FF/M com taxa de tiro menor, foi mantido na parte externa das asas. A nova mira Revi C/12D foi utilizada. Racks para bombas ETC 501 foram instalados opcionalmente.
Em janeiro de 1942, tanto o II./JG 26 liderado pelo Hauptmann Joachim Müncheberg, quanto o III./JG 26 liderado pelo Hauptmann Josef Priller, estavam operacionais com a variante A-2. Enquanto o I. Gruppe (grupo), recebeu as primeiras unidades em Março.
A primeira grande operação da qual o Fw 190 fez parte, foi a proteção da travessia do Canal da Mancha pelos cruzadores Gneisenau e Scharnhorst, e o cruzador pesado Prinz Eugen. O objetivo era evitar que os ataques da RAF pudessem tornar em fracasso a missão de translado do porto francês de Brest à segurança dos portos no norte da Alemanha. Esta operação ocorreu no dia 12 de fevereiro de 1942, envolvendo os Fw 190 do JG 26 e os Bf 109 do JG 1 e 2. Um dos feitos foi a destruição pelos Fw 190 do III./JG 26 de seis aviões torpedeiros Swordfish do esquadrão No. 825 da RAF, evento que resultou na condecoração póstuma do Tenente E. Esmonde com a Victoria Cross, líder do esquadrão de Swordfish naquele fatídico dia.
Especificações técnicas
- Modelo: A-2
- Comprimento: 8,80 m
- Envergadura : 10,50 m
- Altura: 3,95 m
- Motor: BMW 801 C-2 1 600 PS
- Armamento: 2xMG 17, 2xMG 151/20, 2xMG FF/M
- Peso vazio: 2 700 kg
- Peso em voo: 3 790 kg

### Fw 190 A-3
Em finais de 1941 o modelo A-3 estava pronto para deixar as fábricas. Esta versão era basicamente idêntica à versão A-2, a grande mudança veio na forma do motor BMW 801 D-2 de 1 700 hp e na padronização da grade de ventilação do motor na parte frontal da fuselagem. O rack de bombas ETC 501 foi aprovado para uso em combate, o que permitia o carregamento de bombas de 250 kg ou 500 kg. O ETC 501 ainda podia ser usado alternativamente para um tanque de combustível alijável de 300 litros. Esta nova opção possibilitou ao Focke-Wulf Fw 190, o papel de Jabo abreviação de Jagdbomber (caça-bombardeiro). Novas opções de conversão para diferentes tipos de armamento e papéis foram incorporadas a produção, ganhando as especificações Fw 190 A-3/U1, U2, U3, U4 e U7, com as quais foram testadas funções de reconhecimento aéreo e ataque ar-ar com o foguete RZ 65, posteriormente não adotado para uso operacional.
O Jagdgeschwader 2 Richthofen, foi o segundo esquadrão da Luftwaffe a ser reequipado com o Fw 190, isto ocorreu na primavera de 1942. No dia 23 de junho de 1942 a RAF foi premiada com o tão sonhado exemplar do Wüger, graças ao Oberleutnant Arnim Faber, piloto do III./JG 2, após um erro de navegação, pousou seu Fw 190 A-3 intacto na base de Pembrey, próxima a Swansea ao sul da Inglaterra. Aparentemente o piloto ficou desorientado após um confronto com Spitfires, e confundiu o Canal de Bristol, com o Canal da Mancha.
O Primeiro combate com o Spitfire IX (Circus No 200/No 64 Sqn), aconteceu no dia 30 de julho de 1942, o Fw 190 teria a supremacia sobre o Canal ameaçada.
O dia 23 de novembro de 1942 marcou uma mudança significativa nas táticas de ataque a bombardeiros utilizada pelos caças interceptadores da Luftwaffe, mudança esta, que seria uma das grandes características da guerra aérea no Teatro Europeu de Operações (ETO). O III./JG 2 atacou um grupo de nove B-17 que objetivavam a base de U-Boot de St. Nazaire. O relatório de inteligência sobre o ataque preparado pelo Quartel General da Oitava Força Aérea Americana, citava: “Uma mudança nas táticas de caça inimigas foi observada nesta operação, quase todos os ataques foram realizados frontalmente e aparentemente direcionados para o lado direito do nariz dos bombardeiros". Neste combate, quatro bombardeiros foram mandados para fora da formação no primeiro passe. Com o tempo a tática foi aprimorada para um ângulo de cerca de 10 graus acima do horizonte, o que gerou a famosa expressão Twelve-o-clock high.
Com o início das hostilidades no Fronte Leste, no dia 22 de junho de 1941, em pouco tempo o Würger seria desafiado nesta nova frente. A primeira unidade da Luftwaffe a ser equipada com o Fw 190 foi o I Gruppe do Jagdgeschwader 51 Mölders. O JG 51 estava enfrentando uma contra-ofensiva russa no setor central próximo a Rzhev, onde pela primeira vez enfrentava o temido Lavochkin La-5. Foi diante deste cenário que o primeiro grupo, comandado pelo Hauptmann Heinrich Krafft, foi enviado a Jesau, na Prússia Oriental, onde iniciou a conversão do Bf 109F para o Fw 190 A-3, retornando ao fronte em setembro de 1942. O Focke-Wulf Fw 190 encontraria no Fronte Leste seu grande teatro de operações, pois sua ótima performance em baixas e médias altitudes, a resistência do motor radial aos danos causados pela artilharia inimiga, e o excelente trem de pouso, perfeito para as bases muitas vezes escolhidas em voo pelos pilotos avançando sobre o território inimigo, tornariam-se características críticas para a adaptação com sucesso deste avião à natureza do combate aéreo sobre a União Soviética, que ocorria em altitudes muito mais baixas do que no Fronte Oeste.
Enquanto que na guerra sobre a Europa os esquadrões da Luftwaffe a partir de 1942 tiveram um papel defensivo, respondendo aos ataques estratégicos da RAF e posteriormente da USAF, nas longas estepes russas, o papel da força aérea alemã até metade de 1943, era fundamentalmente tático, com apoio constante às unidades em terra.
No verão de 1942 foi a vez do I Gruppe do Jagdgeschwader 5 Eismeer, sob o comando do Hauptmann Gerhard von Wehren na Noruega, receber seus primeiros Fw 190 A-3.
Cerca de 60 Fw 190 A-3 com motores e armamento reserva foram vendidos à neutra Turquia no final de 1942.
Especificações técnicas
- Modelo: A-3
- Comprimento: 8,80 m
- Envergadura: 10,50 m
- Altura: 3,95 m
- Motor: BMW 801 D-2 1 700 PS
- Armamento: 2xMG 17, 2xMG 151/20, 2xMG FF/M (opcional)
- Peso vazio: 2 845 kg
- Peso em voo: 3 855 kg

### Fw 190 A-4
A base para desenvolvimento do modelo A-4 foi o protótipo V-24 (Wr.N. 561). Esta variante não apresentou grandes mudanças em relação à versão anterior. O rádio principal FuG 7 foi substituído pelo modelo FuG 16, resultando em uma alteração no posicionamento da antena na cauda do avião. O modelo FuG 25 IFF foi mantido como opcional, enquanto o descanso de cabeça blindado de 12mm foi ampliado. Além dos kits de conversão de fábrica (Umrüst-Bausätze), foram introduzidos kits de conversão de campo, chamados de Rüstsätzen. Enquanto as variantes do primeiro recebiam a especificação "U", como "Fw 190 A-4/U-1", o último utilizava-se da letra "R", como a versão "Fw 190 A-4/R6", que incorporava dois foguetes Werfer-Granate WGr. 21 de 21 cm, que provariam-se muito eficientes contra as formações "caixa" de bombardeiros da Oitava Força Aérea americana. O motor permaneceu no modelo BMW 801 D-2 e testes foram feitos para adaptação do sistema de injeção de água-metanol MW 50, que ofereceria potência adicional para momentos de emergência, porém este não foi incorporado à produção do Fw 190 A-4.
Em dezembro de 1942, o I Gruppe do Jagdgeschwader 54 Grünherz, sob o comando do Hauptmann Hans Philipp parte de sua base em Krasnogvardeisk no sul de Leningrado, para reequipar-se com o Fw 190 A-4 em Heiligenbeil na Prússia Oriental.
No dia 10 de março de 1942, o General Hugo Sperrle determinou que ambas as unidades baseadas na França, criassem um Jagdbomberstaffel (unidade de caças-bombardeiros). O JG 2 formou o 10.(Jabo), equipado com o Bf 109F-4/R1, por sua vez o 10.(Jabo) do JG 26, que inicialmente utilizou o mesmo modelo, posteriormente faria a conversão para o Fw 190 A-4/U3 e U8. A variante U-8, foi a primeira conversão de fábrica a entrar em serviço como Jabo-Rei, ou Jagdbomber-Reichweite (caça-bombardeiro de longa distância), carregando dois tanques alijáveis de 300 litros cada sob as asas. Os ataques Jabo às bases aéreas inglesas, eram feitos cruzando o Canal da Mancha a baixa altitude, isto dificultava a detecção pelos radares e possibilitava ataques surpresa.
O Fw 190 A-4/Trop, foi uma versão desenvolvida para o cenário Mediterrâneo e incorporou filtros para prolongar a vida útil dos motores em função da operação do aparelho no deserto. Esta variante participou ativamente da campanha da Tunísia, onde os caças-bombardeiros do III./ZG 2 (posteriormente renomeado para III./SKG 10), tiveram um papel fundamental a partir do final de 1942.
O Fw 190 A-4 foi produzido de julho de 1942 a janeiro de 1943.
Especificações técnicas
- Modelo: A-4
- Comprimento: 8,80 m
- Envergadura: 10,50 m
- Altura: 3,95 m
- Motor: BMW 801 D-2 1 700 PS
- Armamento: 2xMG 17, 2xMG 151/20, 2xMG FF/M
- Peso vazio: -
- Peso em voo: 3 985 kg